# 穿着太空服去旅行
穿着太空服去旅行（Have Space Suit—Will Travel）是美国作家羅伯特·海萊因創作的一本科學幻想小说，最初连载于幻想与科幻杂志 （1958年8月、9 月、10月），并于1958年由斯克里布纳之子公司以精裝書的形式出版。該小說于1959年获得雨果奖提名 ，并于1961年获得红杉儿童图书奖。